# Roberto Donati
Roberto Donati (ur. 15 marca 1983 w Rieti) – włoski lekkoatleta specjalizujący się w biegach sprinterskich, wicemistrz Europy z Barcelony (2010) w sztafecie 4 × 100 metrów.

## Sukcesy sportowe
- 2009 – mistrzostwa Włoch – złoty medal w biegu na 200 m
- 2009 – Berlin, mistrzostwa świata – VI miejsce w sztafecie 4 × 100 m
- 2010 – Grosseto, mistrzostwa Włoch – złoty medal w biegu na 200 m
- 2010 – Barcelona, mistrzostwa Europy – srebrny medal w sztafecie 4 × 100 m

## Rekordy życiowe
- bieg na 100 m – 10.34 – Rieti 21/07/2009
- bieg na 200 m – 20.86 – Mediolan 02/08/2009
- bieg na 60 m (hala) – 6.63 – Karlsruhe 15/02/2009